# Bruno Sportisse
Bruno Sportisse, né le 1er janvier 1970, est un ingénieur, chercheur et administrateur de la recherche français.
Il est nommé président-directeur général de l'Inria le 27 juin 2018 par décret du Président de la République. Sa gestion suscite des critiques.

## Biographie

### Formation et diplômes
Il est docteur ès sciences, en mathématiques appliquées sur le thème de la modélisation des écoulements réactifs : réduction des modèles de cinétique chimique et simulation de la pollution atmosphérique, thèse rédigée sous la direction de Bernard Larrouturou et diplômé de l'École polytechnique et de l'École nationale des Ponts et Chaussées. Il est titulaire d'une habilitation à diriger des recherches en géophysique.

### Carrière

#### Recherche
De mars 1999 à décembre 2001, il commence sa carrière d’enseignant-chercheur en prenant la tête d’une « action de recherche concertée » sur la simulation numérique en environnement, hébergée par le laboratoire Centre d'enseignement et de recherche eau ville environnement (Cereve),, laboratoire dont l’ensemble des travaux est consacré à l’environnement (devenu depuis le laboratoire Eau Environnement et Systèmes Urbains, Leesu).

#### Administration de la recherche
Il retourne alors à l'Inria comme Directeur Transfert et innovation, poste qu’il occupe de janvier 2008 à mai 2012.
En mai 2012, il devient conseiller numérique de la ministre de l’Enseignement supérieur et de la Recherche.
Il est également missionné en 2018 par Frédérique Vidal, Bruno Le Maire, Mounir Mahjoubi et Florence Parly pour proposer une implémentation d’une Agence européenne de l’innovation de rupture.
Le 27 juin 2018, il est nommé, par décret du Président de la République, président-directeur général d’Inria, Institut national de recherche en informatique et automatique. Il est mis en cause depuis 2020 pour son mode de gestion, son « autoritarisme », sa stratégie et une suspicion de conflits d'intérêts. Plusieurs pétitions internes à l'Inria remettent en cause un « institut malmené par sa direction et [qui] souffre de dysfonctionnements totalement inédits par leur ampleur et leur multiplicité ».

#### Industrie et technologie
De novembre 2014 à mai 2016, Bruno Sportisse est directeur général délégué de Thuasne, une entreprise de taille intermédiaire spécialisée dans les dispositifs médicaux.

## Publications
- Fundamentals in Air Pollution: From Processes to Modelling, Editions Springer, 2014[10]
- Pollution atmosphérique. Des processus à la modélisation, Editions Springer, 2007
- Air pollution, modeling and simulation, Editions Springer, 2002